# Kjersti Grini
Kjersti Elizabeth Grini (født 9. september 1971 i Oslo) er en tidligere norsk håndboldspiller. Hun spillede over 200 landskampe for Norge. Hun indstillede karrieren i 2003, efter at have spillet tre sæsoner i danske Ikast-Bording EH. Hun var med på det norske landshold, der blev verdensmestre i 1999, og som tog bronze under Sommer-OL 2000 i Sydney.
Hun har tidligere været håndboldekspert hos TV 2 (Norge), og har kommenteret flere slutrunder.

## Karriere

### Klubhold
Hun begyndte at spille håndbold i 1980. Hun spillede hendes første år i klubberne Jaren, Lunner HK, Bækkelagets SK, Toten og storholdet Tertnes HE. I 2000 hun så til den danske storklub Ikast-Bording EH, med hvem hun den danske pokalturnering i 2001 og EHF Cup i 2002. I 2003 valgte hun, i en alder af 31 år, at stoppe karrieren pga. en korsbåndskade hun havde pådraget sig. Hun besluttede sig at stoppe, fordi knæet ikke ville fungere så godt som tidligere. Efter hendes aktive karriere, blev hun først assistent og senere cheftræner i ligaklubben Randers HK, i 2003. I 2012, genoptog hun hendes karriere, da hun optrådte for norske ligaklub Gjøvik HK's andethold. I sæsonen 2012/13, blev Grini forflyttet til Gjøviks førstehold, der spillede i den norske Eliteserien. Hun var samtidig en del af bestyrelsen i Gjøvik HK, som sportschef.

### Landshold
Grini nåede at spille 201 landskampe for det norske landshold. Med i alt 1003 mål er hun den mest scorende spiller på både norsk herre- og damelandshold. Desuden er hun også én af de mest scorende spillere på et landshold. Med det landshold vandt hun guld ved VM 1999 i Danmark/Norge og sølv ved VM 2001 i Italien. Efter den tabte finalekamp mod Danmark ved EM 1996 Danmark vandt hun guld i 1998. 
Grini var med ved to olympiske lege. Ved OL 1996 i Atlanta, hvor Norge blev nummer fire, blev hun nummer to på topscorerlisten med 39 mål og kom også med på all-star-holdet.
I 2000 vandt hun bronze ved OL i Sydney, og igen var Grini med på all-star-holdet.

## Meritter
- Landsholdsdebut: 11. november 1987 mod Jugoslavien
- Landskampe: 201
- Landskampsmål: 1003

- Flest landskampsmål for Norge gennem historien.
- 2002: DM-sølv, EHF-cup-guld, Årets venstre bagspiller (dansk liga)
- 2001: VM-sølv, Pokalmester
- 2000: OL-bronze (topscorer/All Star Team), EHF-cup-sølv
- 1999: VM-guld, NM-sølv
- 1998: EM-guld (All Star Team)
- 1996: EM-sølv (topscorer), OL-4.-plads (All Star Team), ligatopscorer
- 1995: VM-4.-plads, Europacup-sølv
- 1994: EM-bronze, Europacup-sølv, ligatopscorer, Årets spiller (Norge)
- 1990: VM-6.-plads, Serietoppscorer, Årets spiller (Norge)

## Privatliv
I 2013 blev hun og hendes partner skilt efter et otte-årigt forhold. Med sin eksmand fik hun to børn.
Hun har ud over håndbolden især engageret sig i poker og har deltaget i flere internationale turneringer.